# 魏海鸿
魏海鸿（1900年—1970年），湖北江陵人，回族，中国近代围棋手。
魏海鸿少时跟随父亲墨卿及地方名手段恕三学棋。青年时曾往返上海、汉口两地经商，同时交流棋艺。1930年，曾执黑战胜来访的日本小杉丁四段。1934年，受二子战胜木谷实六段。1940年代初，他与顾水如分先十局、胜负相当，又战胜了日本的上田一郎四段。当时，他与顾水如、刘棣怀、陈藻藩并称为上海“棋界四家”。1942年，濑越宪作等人访华，承认魏海鸿等人为日本四段。中华人民共和国成立后，出任上海市文史馆馆员。1955年，在文史馆主办的上海围棋友谊赛中获甲组第一名。1960年代后任职于上海棋社。